# Karin Kschwendt
Karin Kschwendt (Sorengo, 14 settembre 1968) è un'ex tennista austriaca, che ha rappresentato nel corso della sua carriera tre nazionalità: Austria, Germania e Lussemburgo.

## Biografia
Nata in Svizzera da genitori austriaci, si è trasferita in Lussemburgo dove ha vissuto 28 anni.

## Carriera
Ha debuttato tra i professionisti nel 1986. Nella prima parte della sua carriera ha rappresentato il Lussemburgo e nel 1990 è diventata la prima giocatrice con questa nazionalità a raggiungere il terzo turno in un Grande Slam, in particolare lo ha fatto al Torneo di Wimbledon 1990.
Nel 1991 ha raggiunto il terzo turno degli Australian Open 1991 entrando nella top 100 mondiale. Nel 1992 si infortuna gravemente, mentre nel 1993 inizia a giocare per la Germania, raggiungendo buoni risultati come il terzo turno al Rolland Garros 1994.
Quella del 1996 è la sua miglior stagione: raggiunge il quarto turno agli Australian Open e con altri traguardi giunge al 37º posto nel ranking. 
Nel 1997 gioca la sua unica partita come rappresentante dell'Austria e lo fa nella squadra austriaca di Fed Cup.
Prima di ritirarsi nel 2000 gioca qualche anno nel circuito ITF Women's Circuit.

## Statistiche WTA

### Singolare

#### Finali perse (1)
- 1993: Belgian Open (Liegi, Belgio)

### Doppio

#### Vittorie (6)
- 1990: Internazionali Femminili di Palermo (Palermo, Italia), partner Laura Garrone
- 1990: Athens Trophy (Atene, Grecia), partner Laura Garrone
- 1992: I. ČLTK Prague Open (Praga, Repubblica Ceca), partner Petra Schwarz
- 1993: Internazionali Femminili di Palermo (Palermo, Italia), partner Natalija Medvedjeva
- 1993: Hong Kong Open (Hong Kong), partner Rachel McQuillan
- 1995: Puerto Rico Open (Porto Rico), partner Rene Simpson

#### Finali perse (2)
- 1998: Makarska International Championships 1998, (Croazia), partner Evgenija Kulikovskaja
- 1998: Warsaw Open (Varsavia, Polonia), partner Liezel Horn